# Macrobdella diplotertia
Macrobdella diplotertia är en ringmaskart som beskrevs av Meyer 1975. Macrobdella diplotertia ingår i släktet Macrobdella och familjen käkiglar. Inga underarter finns listade i Catalogue of Life.